# Toquiancito
Toquiancito är en ort i Mexiko.   Den ligger i kommunen Siltepec och delstaten Chiapas, i den sydöstra delen av landet, 800 km sydost om huvudstaden Mexico City. Toquiancito ligger 1 387 meter över havet och antalet invånare är 376.
Terrängen runt Toquiancito är bergig söderut, men norrut är den kuperad. Toquiancito ligger nere i en dal. Runt Toquiancito är det ganska tätbefolkat, med 83 invånare per kvadratkilometer. Närmaste större samhälle är El Porvenir de Velasco Suárez, 9,7 km sydost om Toquiancito. I omgivningarna runt Toquiancito växer i huvudsak blandskog.